# دریاچه ساردیس (اکلاهما)
دریاچه ساردیس سد مخزنی در مناطق پوشماتاها و لاتیمر در اوکلاهما، ایالات متحده است. این کار در حدود سال ۱۹۸۰ به عنوان نتیجه سد ساخته شده بر روی جکفورک کریک، شاخه ای از رودخانه کیامیچی، توسط انجمن مهندسین  ایالات متحده تحت قرارداد با ایالت ساخته شد. این شهر برای شهر سکونت در حال حاضر ساردیس، اوکلاهما نامگذاری شده‌است که قبل از غرق شدن منطقه در طغیان دریاچه، مجبور به ترک آن شده بود. . اینک این دریاچه تقریباً ۵ مایل (۸٫۰ کیلومتر) شمال کلیتون. بخشی از حوضه کیامیچی است.
تعدادی از مشکلاتی که در باب بازپرداخت بدهی دولت برای این پروژه اشاره شده‌است، تخصیص آب دریاچه و پیشنهادهای هیئت منابع آب اوکلاهما برای فروش آب دریاچه در خارج از ایالت به‌وجود آمده‌است. این مسائل منجر به طرح دعوی فدرال در سال ۲۰۱۱ توسط ملل Chickasaw و چکتاو شد که از مذاکرات خارج شده بودند. ایالت در سال ۲۰۱۲ تقاضایی را مطرح کرد و میانجیگری در آن سال آغاز شد.
در سال ۲۰۱۶ توافقنامه تاریخی حل و فصل آب در بین ایالت اوکلاهما، Chickasaw Nation و چکتاو Nation و اوکلاهما سیتی، اوکلاهما، و توسط این احزاب و کنگره ایالات متحده تصویب شد. به‌طور خلاصه، این قانون را برای دولت فراهم کرد که دارای اداری و نظارتی بر دریاچه ساردیس و همچنین حفظ حقوق آب برای ملل در سرزمین‌های پیمان خود باشد و بخش عمده ای از آب دریاچه ساردیس را برای نیازهای شهر اوکلاهما، وابسته به اقدامات حفاظت را انجام می‌دهد.

## شرح کوتاه
دریاچه ساردیس در شمال و شرق با کوه‌های ویندینگ پله احاطه شده‌است، کوه‌های کیامیچی در جنوب و کوه‌های جکفورک در غرب، که همگی زیر آب کوه‌های اووچیتا هستند. این دریاچه ۴۵ مایل (۷۲ کیلومتر) شرق مک آلستر، اوکلاهما. مساحت ۲۷۵ مایل مربع (۷۱۰ کیلومتر مربع) تخلیه می‌کند ۲۷۵ مایل مربع (۷۱۰ کیلومتر مربع)
ارتفاع معمولی استخر این دریاچه ۵۹۹ فوت (۱۸۳ متر) بالاتر از سطح دریا. ظرفیت ذخیره‌سازی آن ۲۷۴٬۳۳۰ جریب فوت (۳۳۸٬۳۸۰٬۰۰۰ متر مکعب) در مرحله سیل ارتفاع آن ۶۰۷ فوت (۱۸۵ متر) از سطح دریا و ظرفیت آن تا ۳۹۶٬۹۰۰ جریب فوت (۴۸۹٬۶۰۰٬۰۰۰ متر مکعب) افزایش می‌یابد

## دادخواهی
در یک مقاله خبری در ژوئن ۲۰۱۰، گزارش شد که ایالت اوکلاهما ۲۷ میلیون دلار به مهندسین پرداخت کرده‌است تا بدهی‌های بدهی خود را تسویه کند.

### تقاضای مردم CHIKSAW
شهر اوکلاهما به دنبال خرید آب شیر از دریاچه ساردیس بود. یک قرارداد دولتی که در سال ۲۰۱۱ به اجرا درآمد، ۱۳۶٬۰۰۰ هکتار فوت آب برای Trust Trust Water Services Oklahoma City رزرو کرد.

## توافق‌نامه حل و فصل آبی ۲۰۱۶
در سال ۲۰۱۶ طرفین این دادخواهی: ایالت اوکلاهما، اوکلاهما سیتی، و مردم چیکسا و چکتاو، در مورد موضوعات برجسته مربوط به این دادخواستها به توافق‌نامه تسویه حساب تاریخی رسیدند. 